# Santiago Maior (Castelo de Vide)
Santiago Maior, auch São Tiago Maior, ist eine Gemeinde in Portugal, in der Region Alentejo. Die Gemeinde umfasst einen Teil des Stadtgebietes von Castelo de Vide und des Umlandes.
Die Gemeinde ist vor allem für seine Megalithanlagen bekannt, die in der gesamten Region häufig zu finden sind. Dazu zählen hier die Anta da Várzea dos Mourões, die Anta do Couto do Zé Godinho (auch Anta do Vale da Estrada), die Anta do Cerejeiro, die Anta de Melriça und andere.

## Geschichte
Eine Vielzahl Antas belegen eine vorgeschichtliche Besiedlung. Die heutige Ortschaft entstand im Verlauf der mittelalterlichen Reconquista, als Teil der Siedlung, die sich um die Burg von Castelo de Vide bildete.
Zu Sehenswürdigkeiten und Baudenkmälern im Gemeindegebiet siehe die Liste der Kulturdenkmale im Concelho Castelo de Vide.

## Verwaltung
Santiago Maior ist Sitz einer gleichnamigen Gemeinde (Freguesia) im Kreis (Concelho) von Castelo de Vide im Distrikt Portalegre. In ihr leben 331 Einwohner auf einer Fläche von 59 km² (Stand 19. April 2021).
Folge Orte liegen im Gemeindegebiet:
- Canto das Nogueiras
- Quinta Fragueira
- Quinta Nabo
- Santiago Maior (eine Stadtgemeinde von Castelo de Vide)